# Chapelle du couvent de la rue Rideau
 (octobre 2020).
La chapelle du couvent de la rue Rideau était une chapelle néo-gothique qui faisait partie du couvent de Notre-Dame du Sacré-Cœur sur la rue Rideau à Ottawa, Ontario, Canada. 
Conçue par Georges Bouillon entre 1887 – 1888, elle a été démantelée en 1972 et reconstruite à l'intérieur du Musée des beaux-arts du Canada afin de préserver son architecture unique.

## Histoire

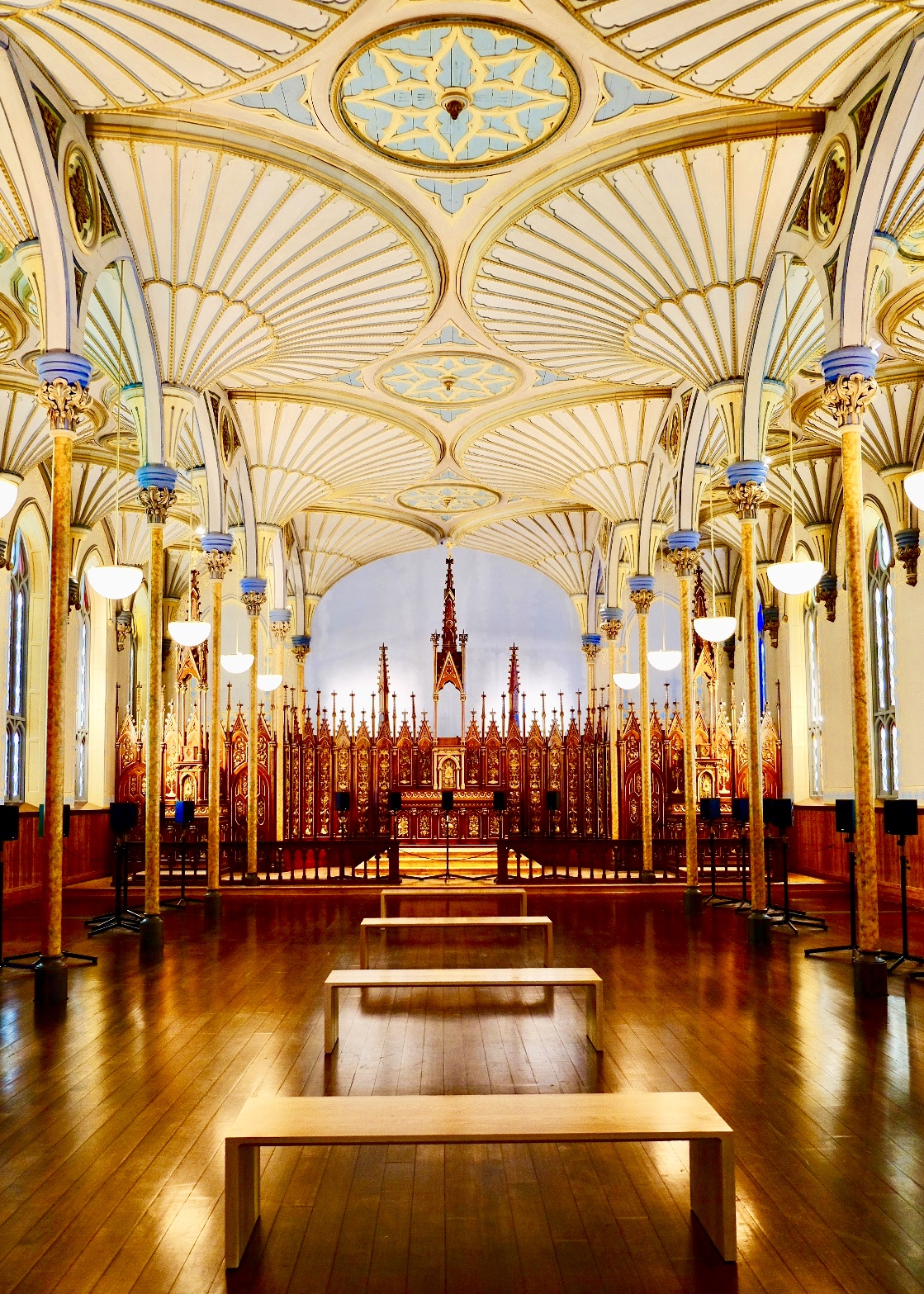
Chapelle du couvent de la rue Rideau reconstruite au Musée des beaux-arts du Canada

### Bâtiment d'origine
Le couvent de Notre-Dame du Sacré-Cœur (également connu sous le nom de couvent de la rue Rideau) a été construit en 1869.  En 1888, une nouvelle aile conçue par l'architecte et prêtre Georges Bouillon a ouvert ses portes qui comprenait la chapelle du couvent de la rue Rideau au deuxième étage. Le plan de la chapelle néo-gothique était traditionnel, avec une nef et deux îles latérales éclairées par des vitraux. Sa caractéristique unique était un plafond recouvert d'une voûte en éventail décorative soutenue par de minces colonnes en fonte, créant un effet d'élégance spacieuse. Il y avait aussi un écran d'autel en bois sculpté élaboré.

### Reproduction du bâtiment
Bien que le couvent ait été démoli en 1972, l'intérieur de la chapelle a été récupéré à la suite d'un appel public à préserver sa beauté architecturale. L'intérieur de la chapelle a été reconstruit dans le Musée des beaux-arts du Canada à Ottawa, un processus qui a duré quatre ans.  Sa conservation soignée donne aux visiteurs l'impression qu'ils entrent réellement dans la chapelle telle qu'elle était avant sa démolition. Ses vitraux sont éclairés, donnant l'illusion de la lumière du soleil de l'extérieur bien que la chapelle soit située à l'intérieur de la Galerie nationale sans accès direct à la lumière naturelle.
La chapelle présente souvent l 'exposition de Janet Cardiff, Forty-Part Motet (2001), qui présente la mélodie « Spem in alium » de Thomas Tallis . Chacun des quarante haut-parleurs disposés autour de la chapelle joue le son d'une seule voix du chœur à quarante voix.

### Modélisation 3D du bâtiment
En 2004, un centre de recherche de l' Université Carleton, le Carleton Immersive Media Studio (CIMS), a entrepris le projet de numérisation de l'extérieur et de l'intérieur de la chapelle. Soutenu par une subvention du Fonds du Réseau de recherche sur les nouveaux médias de Patrimoine canadien.  
Le processus de numérisation a utilisé des dessins architecturaux ainsi que les dimensions réelles de la chapelle pour assurer l'exactitude. Un logiciel de modélisation 3D, Maya de Autodesk, a été utilisé pour reproduire l'espace intérieur de la chapelle. 
Comme l'extérieur du couvent n'a pas été sauvegardé, des photographies d'archives ont été utilisées pour reconstruire la géométrie du bâtiment au moyen de la photogrammétrie. Avec cette méthode, on génère une géométrie 3D à partir de deux ou plusieurs photographies du même objet prises sous des angles différents.  
En outre, un balayage laser a été effectué sur les boiseries complexes des retables et des sculptures de la chapelle pour produire des rendus détaillés de ces éléments. 